# Figarola
Figarola (in sloveno Smokvica) è un insediamento di 38 abitanti del comune sloveno di Capodistria, situato nella Cicceria nord-occidentale, al confine con la Savrinia, nell'Istria settentrionale.
La località è situata a 19,7 km a sud-est dal capoluogo comunale ed a 16,2 km dal confine italiano.
Il suo nome deriva molto probabilmente dalla pianta del Fico (in istro-veneto figo, in sloveno smokvovec). Il nome Figarola è già ritrovabile in carte veneziane del 1784.

## Storia
La località fu possedimento della famiglia Reifemberg, vassalli dei Patriarchi d’Aquileia, ai quali il feudo fu donato nel 1028 dall'imperatore Corrado II il Salico.

Nel 1420 divenne possedimento veneziano. In un documento del 1488 risulta iscritto come Figaruola e posseduto da un capodistriano di nome Francesco de Vida, la di cui famiglia ne restò in possesso fino al XVII secolo. Nel 1615 venne bruciato e devastato dagli Uscocchi, i quali erano al seguito delle truppe arciducali che combattevano in questa zona contro le armate veneziane.
Caduta la Serenissima, con la Pace di Presburgo seguì il destino degli ex-possedimenti veneziani entrando per un breve periodo nel Regno d’Italia napoleonico.
Col Trattato di Schönbrunn del 1809 entrò a far parte delle Province Illiriche per entrare per la prima volta in mano austriaca col Congresso di Vienna nel 1815; passò in seguito sotto il profilo amministrativo al Litorale austriaco nel 1849 come frazione del comune di Pinguente.
Tra le due guerre mondiali fece parte del Regno d’Italia come frazione del comune di Pinguente della Provincia d'Istria.
Fu soggetta alla Zona d'operazioni del Litorale adriatico (OZAK) tra il settembre 1943 e il 1945; passò poi alla Jugoslavia e quindi alla Slovenia.